# Just Dream!
«Just Dream!» (en español: «¡Sólo sueña!») es un sencillo que no fue incluido en ningún álbum de estudio de Thomas Anders y que fue el tema oficial del espectáculo Holiday On Ice "Dream Tour" 2004-2005.

## Sencillos
CD-Maxi Na klar! 82876 65276 2 (BMG), 18.10.2004
1. «Just Dream!» (Ballad-Version) - 3:59
2. «Just Dream!» (RMX-Version) - 2:30
3. «Just Dream!» (Ballad-RMX-Version) - 3:08
4. «Just Dream!» (Extended Mix) - 3:32

## Posición en las listas
El sencillo permaneció sólo 1 semana en el chart alemán desde el 1 de noviembre de 2004 al 7 de enero de 2004. Alcanzó el N.º64 como máxima posición.
| Listas (2004) | Máxima posición |
| ------------- | --------------- |
| Alemania      | 64              |

## Créditos
- Productor: Peter Ries
- Letra: Thomas Anders y Peter Ries
- Música: Thomas Anders y Peter Ries
- Publicación: Gotic MV/Ed/ Fahrenheit (Warner Chappel)